# Gabriel Caballero
Gabriel Esteban Caballero Schiker (Rosario, Argentina; 5 de febrero de 1971), más conocido como «el Eterno», es un entrenador y exfutbolista argentino naturalizado mexicano. Jugaba como volante y su último equipo fue el Club de Fútbol Pachuca de la Primera división de México. Actualmente está sin equipo tras dejar de ser el director técnico del Mazatlán Fútbol Club, de la Liga MX.

## Trayectoria
Su carrera se inició en Central Córdoba donde jugó desde niño. En 1990, a los 19 años pasó al Newells Old Boys de (Argentina), donde no tendría mucha participación. Luego jugaría de titular y con regularidad en el Central Córdoba Rosarino, equipo con el que pierde la final por el ascenso a primera en 1992.
En 1993 pasó a Deportes Antofagasta de Chile, donde junto a jugadores como Daniel Fascioli, Jorge Muñoz, Sergio Vázquez, entre otros, especialmente es recordada la dupla ofensiva que hacia con su compatriota Claudio Arturi en el cuadro de la segunda región, lograría dar el gran salto de su carrera, se convertiría en ídolo local y en el jugador más importante en la historia del club, llegando a conseguir el título de goleo en 1995 con 18 goles.
Para 1996 emigraría al fútbol mexicano, teniendo una destacada participación en Santos Laguna, consiguiendo ganar el torneo Invierno 1996 y sería campeón de goleo en el Verano 1997.
En 1998 pasaría al Pachuca, equipo con el que años más tarde lograría el primer título del club en primera división; Invierno 1999, en Invierno 2001 levantaría una vez más el trofeo de campeón.
Jugaría en el Atlas de Guadalajara en el 2002 (año en el que seria convocado a la Selección nacional de fútbol de México).
En 2003 regresaría nuevamente al Pachuca y por tercera ocasión sería campeón en el Apertura 2003. Para el 2004 iría a jugar al Puebla FC club que a la postre descendería.
En 2005 regresa a Pachuca, ganando el título del torneo Clausura 2006, Copa Sudamericana 2006 (siendo este el título internacional más importante ganado por el club, encuentro donde anotaría el primer gol en la Final frente a Colo Colo de Chile), Copa de Campeones de la CONCACAF 2007, Clausura 2007 y Superliga 2007.
El día 18 de noviembre anuncia en conferencia de prensa su retiro de las canchas como futbolista profesional.
El día 15 de noviembre del 2012 es nombrado Director Técnico del primer equipo del Pachuca
El día 28 de agosto del 2015 es nombrado director técnico del equipo de Cafetaleros de Tapachula de la liga de ascenso mx.
Un palco del estadio de Pachuca, el Huracán lleva su nombre en honor a que es el jugador que ha ganado más títulos con los Tuzos. (5 campeonatos de torneos cortos, la Copa Sudamericana, 2 Copas de Campeones de la Concacaf 2007 y 2008 y Superliga 2007).
La directiva de los 'tuzos' anunció que su dorsal, el '8', sería retirado por cinco años a partir de la fecha de su retiro.

## Clubes

### Como jugador
| Club                 | País                | Año                 | Partidos | Goles | Media |
| -------------------- | ------------------- | ------------------- | -------- | ----- | ----- |
| Central Córdoba      | Argentina           | 1989-1994           | 99       | 16    | 0.16  |
| Deportes Antofagasta | Chile               | 1994-1995           | 58       | 22    | 0.38  |
| Santos Laguna        | México              | 1996-1998           | 93       | 27    | 0.29  |
| Pachuca C.F.         | México              | 1998-2002           | 154      | 31    | 0.2   |
| Atlas F.C.           | México              | 2002-2003           | 40       | 6     | 0.15  |
| Pachuca C.F.         | México              | 2003-2004           | 46       | 5     | 0.11  |
| Puebla F.C.          | México              | 2004-2005           | 33       | 3     | 0.09  |
| Pachuca C.F.         | México              | 2005-2009           | 151      | 22    | 0.15  |
| Total en su carrera  | Total en su carrera | Total en su carrera | 674      | 105   | 0.16  |

#### Estadísticas como entrenador
Datos actualizados al último partido dirigido el 29 de enero de 2023.
| Equipo               | Div.                 | Torneo                   | Estadísticas | Estadísticas | Estadísticas | Estadísticas | Estadísticas | Estadísticas | Estadísticas | Estadísticas | Estadísticas |
| Equipo               | Div.                 | Torneo                   | PJ           | G            | E            | P            | GF           | GC           | DG           | Puntos       | Rendimiento  |
| -------------------- | -------------------- | ------------------------ | ------------ | ------------ | ------------ | ------------ | ------------ | ------------ | ------------ | ------------ | ------------ |
| Pachuca · México     | 1.ª                  | Clausura 2013            | 17           | 6            | 2            | 9            | 18           | 25           | -7           | 20           | 39.22%       |
| Pachuca · México     | 1.ª                  | Copa MX Clausura 2013    | 7            | 4            | 1            | 2            | 16           | 11           | +5           | 13           | 61.9%        |
| Pachuca · México     | 1.ª                  | Clausura 2013            | 8            | 2            | 3            | 3            | 7            | 10           | -3           | 9            | 37.5%        |
| Pachuca · México     | 1.ª                  | Copa MX Apertura 2013    | 1            | 0            | 1            | 0            | 0            | 0            | 0            | 1            | 33.33%       |
| Pachuca · México     | Total                | Total                    | 33           | 12           | 7            | 14           | 41           | 46           | -5           | 43           | 43.43%       |
| Cafetaleros · México | 2.ª                  | Apertura 2015            | 13           | 6            | 2            | 5            | 17           | 21           | -4           | 20           | 51.28%       |
| Cafetaleros · México | 2.ª                  | Copa MX Apertura 2015    | 3            | 0            | 1            | 2            | 3            | 8            | -5           | 1            | 11.11%       |
| Cafetaleros · México | 2.ª                  | Clausura 2016            | 17           | 8            | 4            | 5            | 16           | 11           | +5           | 28           | 54.9%        |
| Cafetaleros · México | 2.ª                  | Copa MX Clausura 2016    | 6            | 0            | 2            | 4            | 6            | 12           | -6           | 2            | 11.11%       |
| Cafetaleros · México | Total                | Total                    | 39           | 14           | 9            | 16           | 42           | 52           | -10          | 51           | 43.59%       |
| Dorados · México     | 2.ª                  | Apertura 2016            | 23           | 10           | 8            | 5            | 40           | 26           | +14          | 38           | 55.07%       |
| Dorados · México     | 2.ª                  | Copa MX Apertura 2016    | 4            | 0            | 0            | 4            | 2            | 7            | -5           | 0            | 0%           |
| Dorados · México     | 2.ª                  | Clausura 2017            | 21           | 10           | 5            | 6            | 33           | 25           | +8           | 35           | 55.56%       |
| Dorados · México     | 2.ª                  | Copa MX Clausura 2017    | 4            | 0            | 0            | 4            | 2            | 14           | -12          | 0            | 0%           |
| Dorados · México     | 2.ª                  | Final de Ascenso 2016-17 | 2            | 0            | 1            | 1            | 2            | 3            | -1           | 1            | 16.67%       |
| Dorados · México     | Total                | Total                    | 54           | 20           | 14           | 20           | 79           | 75           | +4           | 74           | 45.68%       |
| Cafetaleros · México | 2.ª                  | Apertura 2017            | 12           | 6            | 3            | 3            | 22           | 14           | +12          | 21           | 58.33%       |
| Cafetaleros · México | 2.ª                  | Clausura 2018            | 21           | 10           | 5            | 6            | 37           | 30           | +7           | 35           | 55.56%       |
| Cafetaleros · México | 2.ª                  | Copa MX Clausura 2018    | 6            | 4            | 0            | 2            | 13           | 11           | +2           | 12           | 66.67%       |
| Cafetaleros · México | 2.ª                  | Final de Ascenso 2017-18 | 2            | 1            | 0            | 1            | 6            | 3            | +3           | 3            | 50%          |
| Cafetaleros · México | Total                | Total                    | 41           | 21           | 8            | 12           | 78           | 58           | +20          | 71           | 57.72%       |
| Cafetaleros · México | Total en Cafetaleros | Total en Cafetaleros     | 80           | 35           | 17           | 28           | 120          | 110          | +10          | 122          | 50.83%       |
| FC Juárez · México   | 2.ª                  | Apertura 2018            | 18           | 12           | 4            | 2            | 29           | 14           | +15          | 40           | 74.07%       |
| FC Juárez · México   | 2.ª                  | Copa MX Apertura 2018    | 6            | 2            | 3            | 1            | 8            | 11           | -3           | 9            | 50%          |
| FC Juárez · México   | 2.ª                  | Clausura 2019            | 14           | 4            | 3            | 7            | 12           | 16           | -4           | 15           | 35.71%       |
| FC Juárez · México   | 2.ª                  | Copa MX Clausura 2019    | 8            | 4            | 3            | 1            | 11           | 6            | +5           | 15           | 62.5%        |
| FC Juárez · México   | 1.ª                  | Apertura 2019            | 18           | 5            | 3            | 10           | 17           | 27           | -10          | 15           | 27.78%       |
| FC Juárez · México   | 1.ª                  | Copa MX 2019-20          | 10           | 6            | 3            | 1            | 16           | 8            | +8           | 21           | 70%          |
| FC Juárez · México   | 1.ª                  | Clausura 2020            | 10           | 4            | 2            | 4            | 20           | 18           | +2           | 14           | 46.67%       |
| FC Juárez · México   | 1.ª                  | Apertura 2020            | 17           | 4            | 7            | 6            | 16           | 19           | -3           | 19           | 37.25%       |
| FC Juárez · México   | Total                | Total                    | 101          | 41           | 28           | 32           | 129          | 119          | +10          | 151          | 49.83%       |
| Mazatlán · México    | 1.ª                  | Clausura 2022            | 10           | 4            | 3            | 3            | 13           | 11           | +2           | 15           | 50%          |
| Mazatlán · México    | 1.ª                  | Apertura 2022            | 18           | 3            | 8            | 7            | 17           | 27           | -10          | 17           | 31.48%       |
| Mazatlán · México    | 1.ª                  | Clausura 2023            | 3            | 0            | 0            | 3            | 2            | 10           | -8           | 0            | 0%           |
| Mazatlán · México    | Total                | Total                    | 31           | 7            | 11           | 13           | 32           | 48           | -16          | 32           | 34.41%       |
| Total en equipos     | Total en equipos     | Total en equipos         | 299          | 115          | 77           | 107          | 401          | 398          | +3           | 422          | 47.05%       |

## Selección nacional
Caballero fue llamado por Javier Aguirre a la Selección Mexicana en nueve ocasiones jugando ocho partidos, llevándolo incluso al Mundial de Corea-Japón 2002, aunque su convocatoria no fue muy bien vista, por ser un jugador naturalizado mexicano.
Finalmente debutó con el Tricolor el 13 de marzo de 2002.
Participó en el Mundial de Corea-Japón, en los encuentros frente a Croacia, Ecuador e Italia, con saldo de dos victorias y un empate respectivamente. En la siguiente ronda, el partido de octavos de final en contra de Estados Unidos, donde los norteamericanos ganaron el encuentro, Caballero no lo disputó. El compromiso en contra de Italia fue el último que jugó con la selección mexicana.

### Participaciones en fases finales
| Competición            | Categoría | Sede                  | Resultado        | Partidos | Goles |
| ---------------------- | --------- | --------------------- | ---------------- | -------- | ----- |
| Copa Mundial FIFA 2002 | Absoluta  | Corea del Sur & Japón | Octavos de final | 3        | 0     |
| Total                  |           |                       |                  | 3        | 0     |

### Partidos internacionales
| # | Fecha               | Rival          | Sede                | Estadio           | Resultado | Competición                    |
| - | ------------------- | -------------- | ------------------- | ----------------- | --------- | ------------------------------ |
| 1 | 13 de marzo de 2002 | Albania        | San Diego           | Qualcomm Stadium  | 4-0       | Amistoso                       |
| 2 | 3 de abril de 2002  | Estados Unidos | Nueva Jersey        | Inviesco Field    | 0-1       | Amistoso                       |
| 3 | 17 de abril de 2002 | Bulgaria       | East Rutherford, NJ | Giants Stadium    | 1-0       | Amistoso                       |
| 4 | 12 de mayo de 2002  | Colombia       | México, DF          | Azteca            | 2-1       | Amistoso                       |
| 5 | 16 de mayo de 2002  | Bolivia        | San Francisco, CA   | Candlestick Park  | 1-0       | Amistoso                       |
| 6 | 3 de junio de 2002  | Croacia        | Niigata             | Stadium Big Swan  | 1-0       | Copa Mundial de Fútbol de 2002 |
| 7 | 9 de junio de 2002  | Ecuador        | Miyagi              | Estadio de Miyagi | 2-1       | Copa Mundial de Fútbol de 2002 |
| 8 | 13 de junio de 2002 | Italia         | Oita                | Big Eye Stadium   | 1-1       | Copa Mundial de Fútbol de 2002 |

## Palmarés

### Como jugador

#### Títulos nacionales
| Título           | Club          | País   | Año  |
| ---------------- | ------------- | ------ | ---- |
| Primera División | Santos Laguna | México | 1996 |
| Primera División | Pachuca       | México | 1999 |
| Primera División | Pachuca       | México | 2001 |
| Primera División | Pachuca       | México | 2003 |
| Primera División | Pachuca       | México | 2006 |
| Primera División | Pachuca       | México | 2007 |

#### Títulos internacionales
| Título                           | Club    | País   | Año  |
| -------------------------------- | ------- | ------ | ---- |
| Copa Sudamericana                | Pachuca | México | 2006 |
| Copa de Campeones de la CONCACAF | Pachuca | México | 2007 |
| Copa de Campeones de la CONCACAF | Pachuca | México | 2008 |

### Como entrenador

#### 
| Título     | Club        | País   | Año           |
| ---------- | ----------- | ------ | ------------- |
| Ascenso MX | Dorados     | México | 2017-2018     |
| Ascenso MX | Cafetaleros | México | Clausura 2018 |

### Distinciones individuales
| Distinción                                                   | Año  |
| ------------------------------------------------------------ | ---- |
| Máximo Goleador de la Primera División de Chile (18 goles)   | 1995 |
| Campeón de goleo de la Primera División de México (12 goles) | 1997 |